# Cystocaulus
Cystocaulus är ett släkte av rundmaskar. Cystocaulus ingår i familjen Protostrongylidae.
Släktet innehåller bara arten Cystocaulus nigrescens.